# Televisione in Giappone

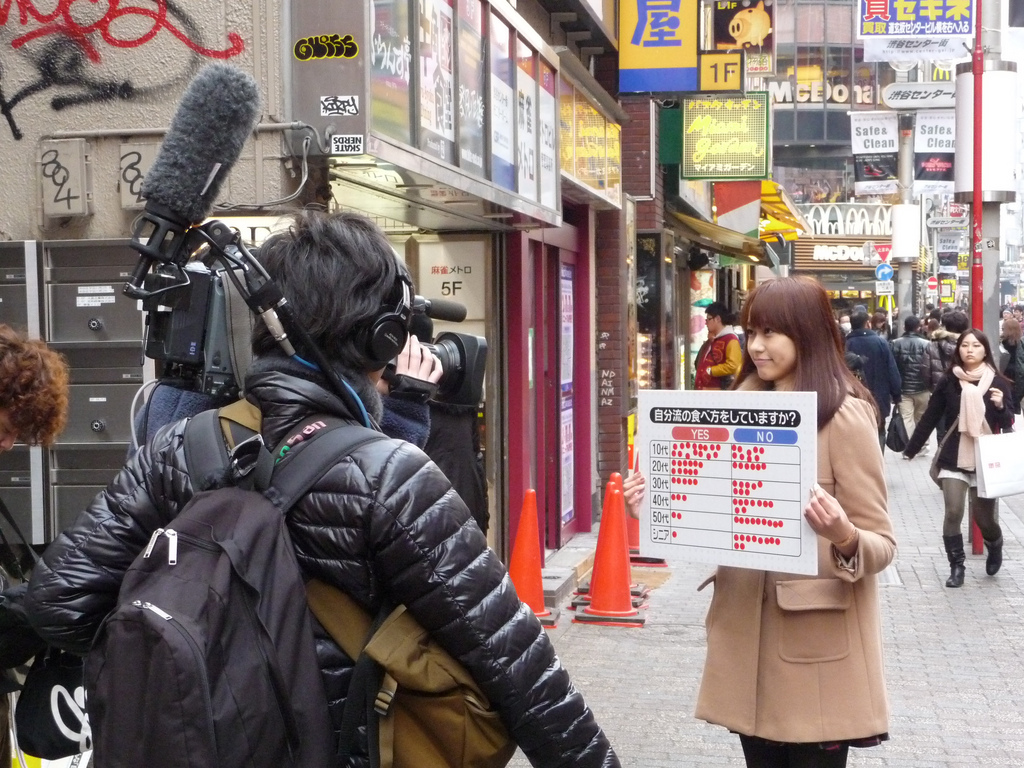
Addetti e operatori durante la registrazione di un programma televisivo giapponese

La televisione in Giappone debuttò il 1º febbraio 1953 quando la Nippon Hōsō Kyōkai (NHK), la società concessionaria in esclusiva del servizio pubblico radiotelevisivo, diede il via alle trasmissioni regolari seguita da lì a poco dalle prime emittenti private commerciali. I primi test di trasmissione furono condotti tuttavia già nel 1926, mentre il primo segnale sperimentale fu emesso nel 1939. A causa dello scoppio della seconda guerra mondiale questi primi tentativi di trasmissione furono portati avanti tuttavia solo per pochi mesi.
La televisione a colori fu introdotta nel 1960 e durante gli anni del boom economico essa rimpiazzò la radio come principale fonte di intrattenimento e informazione per i giapponesi. Ancora oggi la televisione rappresenta il mezzo di comunicazione di massa più seguito, nonostante la prorompente ascesa di Internet.
Oltre alla NHK, finanziata dal pagamento di un canone televisivo annuale, in Giappone vi sono altri cinque importanti network televisivi commerciali, che fanno invece affidamento sulle entrate pubblicitarie: Nippon News Network (NNN), Japan News Network (JNN), Fuji News Network (FNN), All-Nippon News Network (ANN) e TX Network (TXN).

## Storia

### La fondazione della Nippon Hōsō Kyōkai e le ricerche di Kenjirō Takayanagi

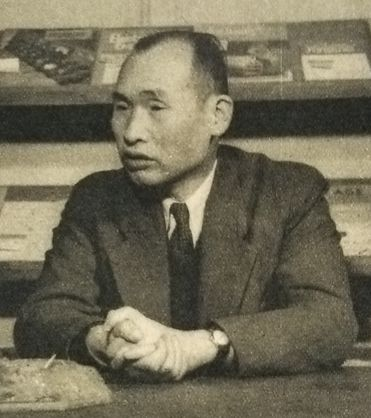
Kenjirō Takayanagi, riconosciuto in patria come il "padre della televisione giapponese", fu uno dei pionieri della tecnologia alla base della televisione

A seguito delle prime trasmissioni via radio, divenute realtà a partire dalla seconda metà degli anni venti del XX secolo, divenne sempre più urgente la creazione di una istituzione centrale per la gestione dei servizi di radiodiffusione che potesse raggiungere tutto il territorio nazionale. Per volere del Ministero delle comunicazioni le stazioni locali di Tokyo, Osaka e Nagoya furono così fuse nel 1926 in un'unica organizzazione nazionale chiamata Nippon Hōsō Kyōkai. Subito dopo la sua istituzione, altre quattro stazioni nacquero in altrettante regioni, ovvero Hokkaidō, Tōhoku, Chūgoku e Kyūshū, con le prime trasmissioni che presero il via nel novembre del 1928. Nel 1930 la Nippon Hōsō Kyōkai fondò la Science & Technology Research Laboratories (STRL) con l'obiettivo di sviluppare un apparecchio televisivo sulla scia delle invenzioni di Paul Gottlieb Nipkow e Vladimir Koz'mič Zvorykin. 

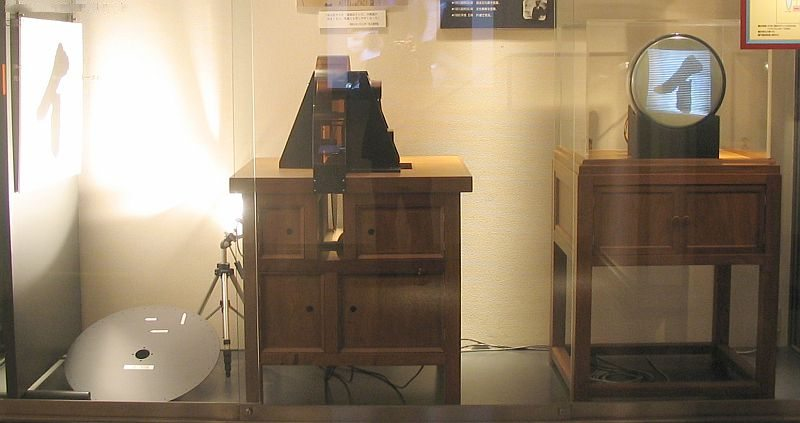
Riproduzione dell'esperimento di Takayanagi in mostra all'NHK Broadcasting Museum di Tokyo

Nello stesso periodo anche l'ingegnere Kenjirō Takayanagi volse il proprio interesse agli studi sulla televisione dopo aver preso conoscenza della nuova tecnologia su una rivista francese. Egli sviluppò un sistema simile a quello di John Logie Baird, utilizzando il disco di Nipkow per scansionare il soggetto e generare segnali elettrici. Ma a differenza di Baird, Takayanagi compì il passo importante di utilizzare un tubo a raggi catodici per visualizzare il segnale ricevuto, riproducendo con successo il carattere イ nel dicembre 1926. Nel 1928 la sua ricerca fece un ulteriore passo avanti, quando riuscì a riprodurre l'immagine di una persona con una risoluzione di 40 linee a una velocità di aggiornamento di 14 fotogrammi al secondo. Negli anni trenta Takayanagi e il suo team di ricerca svilupparono un impianto televisivo completamente elettronico facendo ricorso all'uso di una versione riveduta dell'iconoscopio. A ciò seguì l'invenzione di un videoricevitore in grado di riprodurre immagini con una risoluzione di 441 linee a 30 fotogrammi al secondo, a quel tempo il migliore sulla piazza.
In Europa nel frattempo venivano condotti i primi test di trasmissione regolare di programmi televisivi, con la Germania pronta a trasmettere in diretta le imminenti olimpiadi di Berlino del 1936. Un anno più tardi fu deciso che i Giochi successivi si sarebbero tenuti a Tokyo, e la STRL fu posta a capo del progetto televisivo dell'evento. Lo stesso Takayanagi e altri importanti ingegneri dell'epoca presero parte al programma e, nonostante le olimpiadi fossero state ufficialmente cancellate nel luglio del 1938, la ricerca sulla televisione proseguì, alimentata dallo zelo di coloro coinvolti nel progetto. Il 13 maggio 1939 un segnale TV sperimentale fu emesso dall'antenna della STRL alla nuova Brodcasting Hall di Uchisaiwaichō, sita a 13 km di distanza. Questo rappresentò il primo esperimento televisivo pubblico condotto attraverso l'uso di onde radio in Giappone.

### L'inizio delle trasmissioni regolari e fine del monopolio NHK
Gli esperimenti continuarono fino alla fine del decennio. Le attrezzature esistenti vennero migliorate e furono realizzati nuovi sistemi di illuminazione insieme a telecamere più piccole e leggere per catturare le immagini in movimento. Una varietà di produzioni come film, varietà, show musicali e sceneggiati televisivi (come la commedia familiare Yūge-mae, il primo dorama della storia) videro la luce, ponendo le basi per lo sviluppo dell'industria televisiva ed elettronica nel secondo dopoguerra. Durante il conflitto, tuttavia, la ricerca sulle apparecchiature televisive fu sospesa e le aziende elettrotecniche lasciarono il campo alla produzione di armi, munizioni e altri prodotti per uso bellico. La stessa Nippon Hōsō Kyōkai, che fino ad allora aveva mantenuto una certa indipendenza dal governo, con l'aumento del controllo militare sulle istituzioni finì per diventare una semplice arma di propaganda dello Stato.

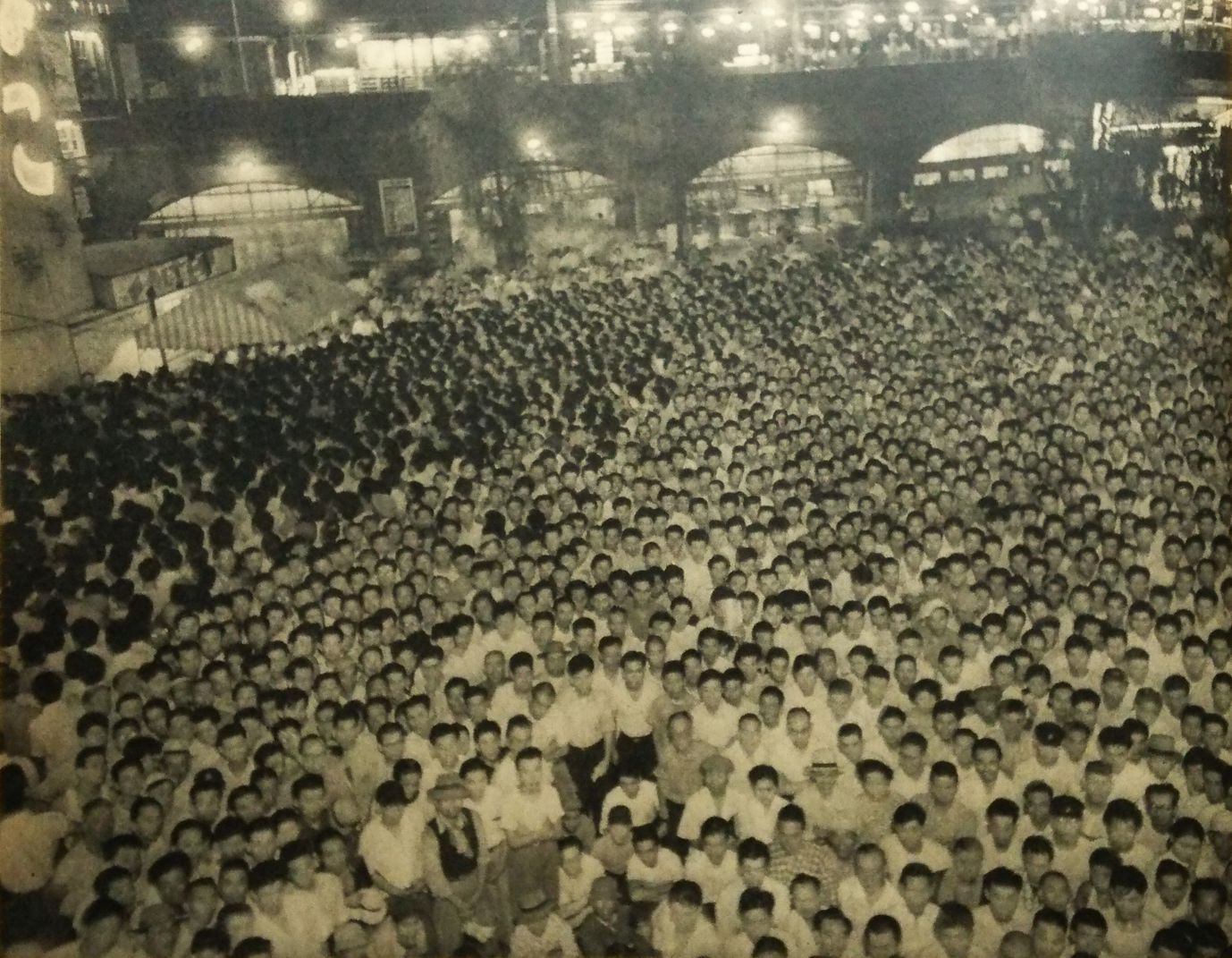
A causa dell'alto costo degli apparecchi televisivi, questi vennero installati nelle strade della città, permettendo a chiunque di poter usufruire del servizio

Dopo la guerra le forze di occupazione impartirono precise istruzioni sulla libertà di parola e di stampa in Giappone, dettando le regole per giornali ed emittenti. Nel 1950 il sistema radiotelevisivo giapponese fu oggetto di una riforma, che rese la Nippon Hōsō Kyōkai una società indipendente sostenuta dal canone pagato dagli ascoltatori e contemporaneamente aprì il mercato alle trasmissioni di carattere commerciale. Il 1º settembre 1951 la prima emittente commerciale, la CBC Radio "Joar" di Nagoya, iniziò a trasmettere, seguita poco dopo dalla NJB di Osaka. Successivamente numerose altre emittenti ottennero i diritti di trasmissione (tra queste ABC Radio, RKB Radio, KBS Kyoto e Radio Tokyo) e nel 1952 si contavano diciotto radiostazioni private operative. Si entrò così in una nuova era, che vedeva da una parte l'emittente pubblica NHK e dall'altra le emittenti commerciali finanziate dalle entrate pubblicitarie. Questo sistema di coesistenza sarebbe proseguito anche dopo l'avvento della televisione, nonostante l'iniziale riluttanza della NHK a rinunciare al proprio monopolio radiotelevisivo.

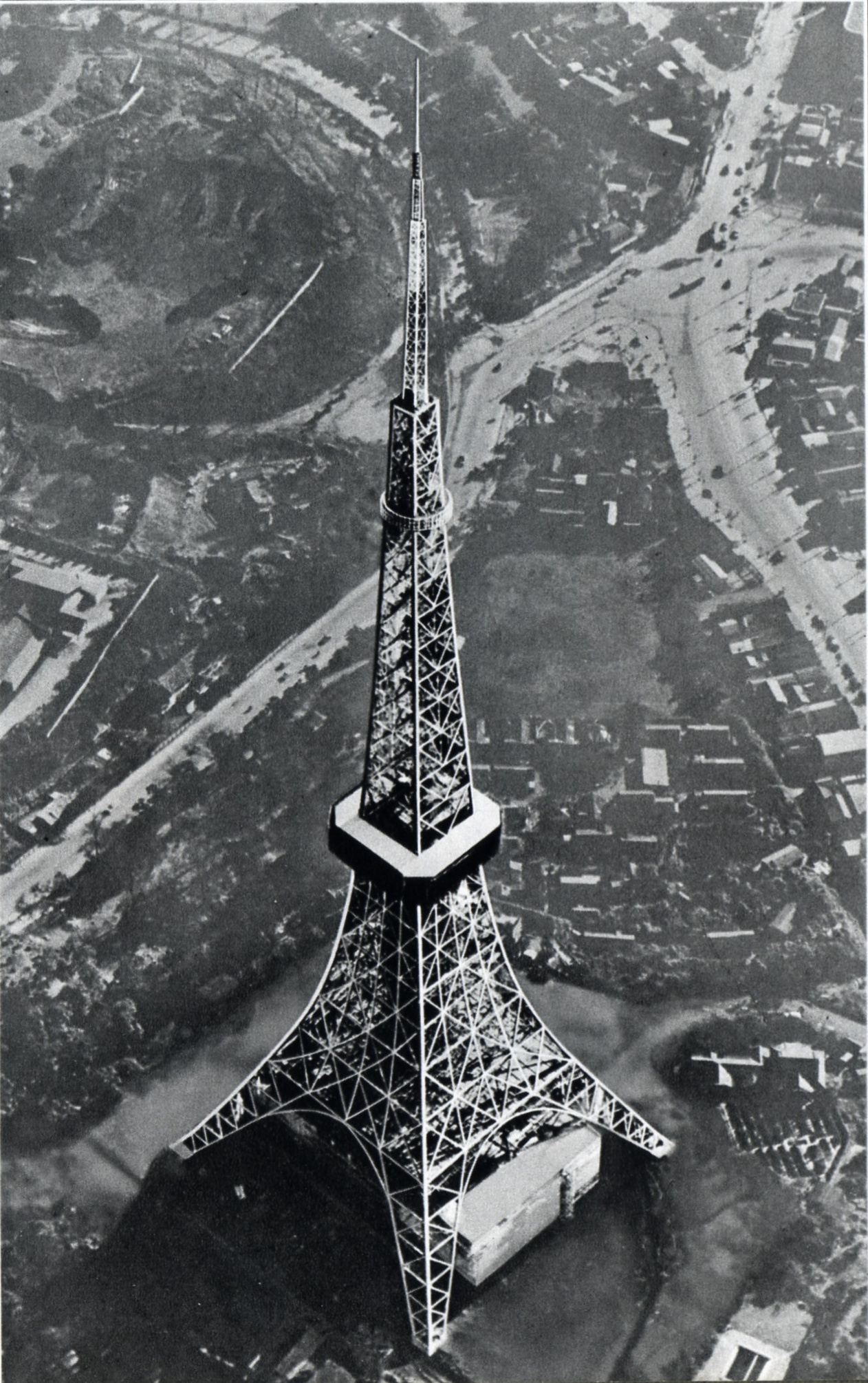
La torre di Tokyo nel 1961

Nel 1948 la NHK aveva ripreso il proprio programma di ricerca ma da allora non erano stati fatti grandi passi avanti nella effettiva fornitura del servizio al pubblico. Il 26 maggio 1951 la Camera dei rappresentanti richiese al governo l'autorizzazione a far partire finalmente le trasmissioni televisive nel Paese e il 2 ottobre dello stesso anno l'emittente privata Nippon Television (NTV) ottenne la licenza di trasmissione, precedendo di pochi mesi la NHK. Quest'ultima cominciò la propria regolare programmazione televisiva il 1º febbraio 1953, trasmettendo per circa sette ore dalle 2 alle 8:45 della sera; il 28 agosto dello stesso anno anche la Nippon Television, la prima televisione commerciale, divenne operativa. Le due emittenti entrarono immediatamente in competizione proponendo ai telespettatori palinsesti dagli stili e contenuti differenti: se la NHK insisteva su programmi culturalmente elevati adatti alle classi sociali più alte, la NTV puntava più decisamente alla massa. Inizialmente l'alto costo dei ricevitori ne frenò la diffusione, allorché alla fine di marzo 1954 si contavano solo 17.000 abbonati a fronte di più di undici milioni di radioascoltatori. Per ovviare a questo problema i televisori vennero installati nei centri delle città, nelle stazioni ferroviarie e nei parchi, attirando un gran numero di persone e contribuendo a diffondere la cultura televisiva nel Paese.
Nell'ultima parte degli anni cinquanta le emittenti commerciali TBS, Fuji TV e TV Asahi andarono ad aggiungersi alla già presente NTV. Per la fine del 1956 la NHK aveva invece perfezionato la sua rete di diffusione raggiungendo, oltre a Tokyo, Nagoya e Osaka, anche Sapporo e Fukuoka. Nel Kantō, benché ogni emittente commerciale avesse installato le proprie antenne trasmittenti, il governo varò la proposta di costruire un'unica grande torre in grado di trasmettere il segnale in tutta la regione. Nel 1958 fu così inaugurata la Tokyo Tower, simbolo del periodo di grande crescita economica che interessò il Giappone in quegli anni.
Proprio il benessere economico del secondo dopoguerra e l'abbassamento dei prezzi dei televisori furono tra i fattori determinanti della diffusione a livello nazionale della televisione, che la portarono a diventare in breve tempo uno dei beni materiali di maggior importanza per le famiglie giapponesi insieme al frigorifero e alla lavatrice.

### L'avvento della TV a colori

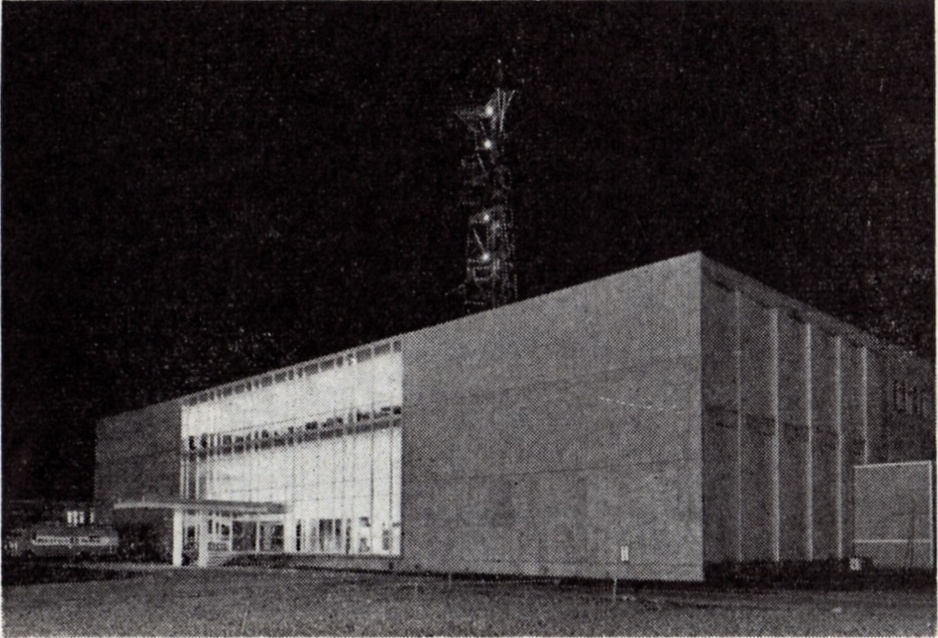
La sede della Fuji TV negli anni sessanta

Dopo Stati Uniti e Cuba il Giappone fu il terzo paese al mondo a introdurre la televisione a colori. Le prime trasmissioni presero il via il 10 settembre 1960 utilizzando lo standard NTSC, scelto per le sue capacità di rendere disponibile i contenuti a colori anche per i possessori di un televisore in bianco e nero. La programmazione a colori era inizialmente incentrata su film stranieri, eventi sportivi in differita e brevi programmi educativi, a causa dell'inadeguatezza dell'attrezzatura delle stazioni televisive. Nel 1964 le emittenti si adoperarono in modo da trasmettere i Giochi della XVIII Olimpiade che si sarebbero svolti a Tokyo nell'ottobre di quell'anno, affidandosi per la diretta al satellite geostazionario Syncom 3. Quest'ultimo non fu tuttavia il primo satellite ad avere trasmesso un programma televisivo attraverso il Pacifico, in quanto il satellite Relay 1 trasmise il primo programma dagli USA al Giappone nel novembre 1963, in occasione dell'assassinio del presidente Kennedy. 

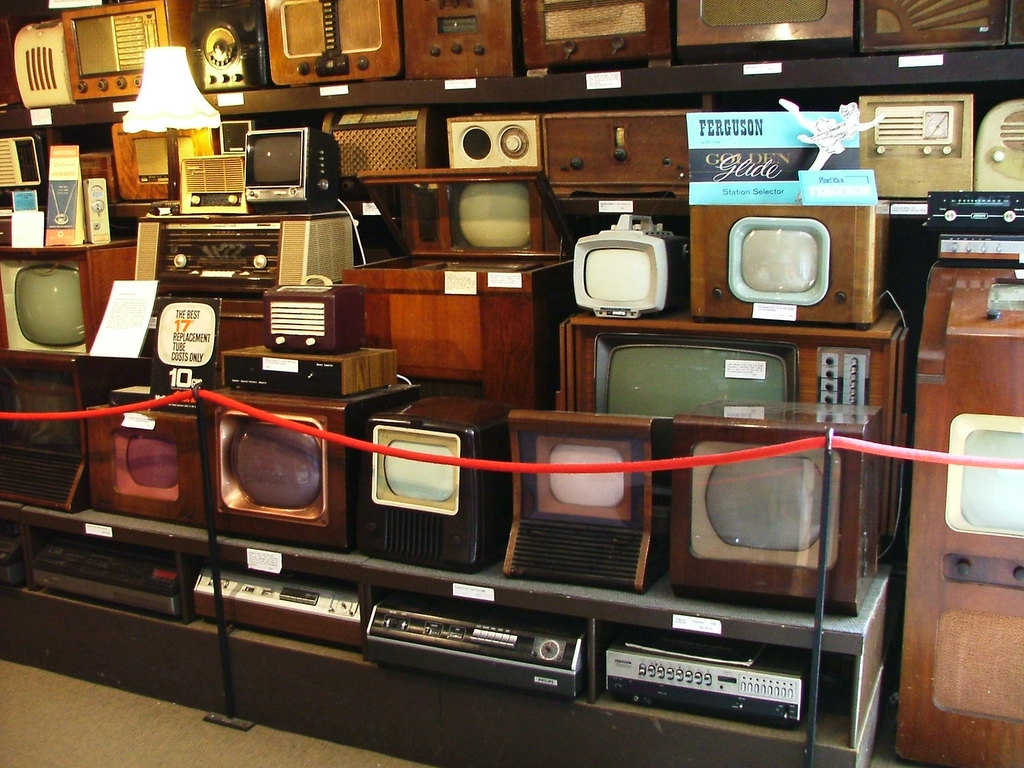
Negli anni del boom economico il televisore divenne oggetto indispensabile per i giapponesi

Eventi di tale portata e interesse generale, come anche il matrimonio dell'allora principe ereditario Akihito nel 1959, contribuirono alla rapida popolarizzazione della televisione come nuovo mezzo di comunicazione di massa. Il numero di televisori in bianco e nero venduti superò alla fine degli anni cinquanta i 2 milioni. Occorse invece più tempo per emergere ai nuovi apparecchi ai colori, a causa soprattutto dei prezzi alti, e solo 1.200 pezzi furono venduti nell'anno in cui le trasmissioni a colori ebbero inizio. La domanda crebbe, comunque, appena i prezzi scesero e il volume di produzione aumentò: dalle 4.000 unità del biennio 1962-1963 si passò agli 1,28 milioni del 1967 e agli oltre 6,4 milioni del 1970. Nel novembre 1975 il numero di apparecchi televisivi posseduti dalla la popolazione generale si attestava sui 46 milioni circa, di cui 32 milioni erano televisori a colori.
Nel frattempo si affacciò nel panorama televisivo anche l'ultima e la più piccola delle principali emittenti commerciali giapponesi, TV Tokyo, che cominciò nel 1969 come canale dedito a programmi culturali ed istruttivi prima di imporsi successivamente anche nel campo dell'intrattenimento generale, con una particolare attenzione rivolta agli anime.

### L'era della TV satellitare e dell'alta definizione

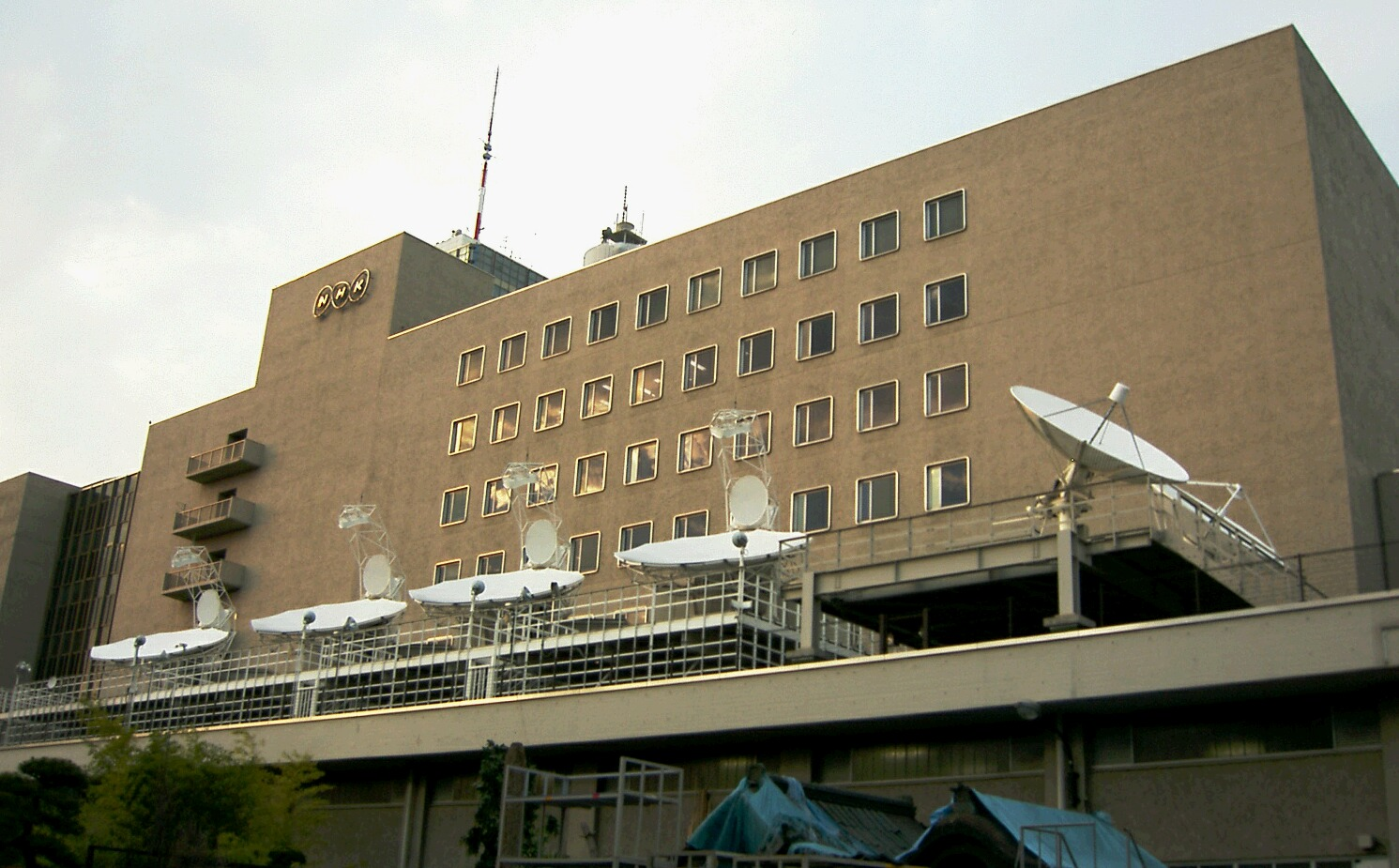
L'NHK Broadcasting Center

Nel 1973 la Commissione per le attività spaziali lanciò il programma sperimentale di trasmissione via satellite affidandone lo sviluppo alla NASDA e la gestione alla NHK. Cinque anni più tardi fu lanciato il primo satellite giapponese per la trasmissione diretta (DBS), denominato BSE o Yuri, ma i primi test iniziarono solamente nel 1984 mediante il satellite BS-2a. Quest'ultimo a differenza dei suoi predecessori consentiva la ricezione del segnale anche da piccole antenne paraboliche di 40 o 60 centimetri di diametro, adatte all'uso domestico.
Nel 1989 la NHK diede finalmente inizio alle trasmissioni via satellite, lanciando contemporaneamente in via sperimentale anche la nuova tecnologia dell'HDTV. In Giappone la ricerca sull'alta definizione aveva avuto inizio negli anni sessanta, quando Takashi Fujio, direttore della STRL, ritenne che la tecnologia televisiva, ancorché analogica, avesse raggiunto sufficiente maturità per passare dal tradizionale "piccolo schermo" al grande schermo cinematografico. Il team di Fujio convenne che, sia tecnicamente che economicamente, la tecnologia dell'HDTV fosse più facilmente applicabile alle trasmissioni dirette via satellite, tenendo conto anche di come la TV via cavo fosse scarsamente sviluppata in Giappone rispetto a quanto non fosse, per esempio, negli Stati Uniti. Negli anni ottanta la NHK mise così a punto il sistema Hi-Vision analogico a 1125 linee, 60 fotogrammi al secondo e un iniziale rapporto d'aspetto di 5:3 (successivamente portato a 16:9), irradiando le prime trasmissioni analogiche in alta definizione via satellite attraverso il sistema di compressione MUSE. Occorsero tuttavia diversi anni prima che tale tecnologia venisse adottata a livello globale, principalmente a causa dell'incompatibilità con gli standard utilizzati negli Stati Uniti e in Europa.
Negli anni ottanta la diffusione su vasta scala degli apparecchi televisivi, divenuti ormai oggetti universali delle abitazioni giapponesi, iniziò a ad avere un certo impatto anche a livello sociale, contribuendo ad allentare i legami familiari e rendendo di conseguenza i membri della famiglia più indipendenti l'uno dall'altro. Ciò andò a influire anche sul palinsesto televisivo, da cui in pochi anni scomparvero i programmi generalisti ideati per intrattenere tutta la famiglia, sostituiti da programmi specifici in base alla fascia d'età, oltre ai programmi pensati per un pubblico maturo in seconda serata.
Nel 1991 nacque la prima pay TV privata satellitare, WOWOW, specializzata nella messa in onda di film, spettacoli e sport. Nel 2000 iniziarono le trasmissioni in formato digitale e diverse altre emittenti fecero il loro ingresso nel mercato del satellite. SKY PerfectTV! nacque nel maggio del 1998 dalla fusione di PerfecTV e JSkyB, mentre la filiale giapponese di DirecTV iniziò a trasmettere nel dicembre 1997. Con il ritiro dal mercato di quest'ultima nel marzo del 2000, SKY PerfectTV! emerse come una delle maggiori piattaforme pay TV in Giappone, in competizione con la stessa WOWOW, con la TV via cavo J:Com e con il servizio IPTV di Hikari TV.

### La transizione al digitale e l'ascesa di Internet

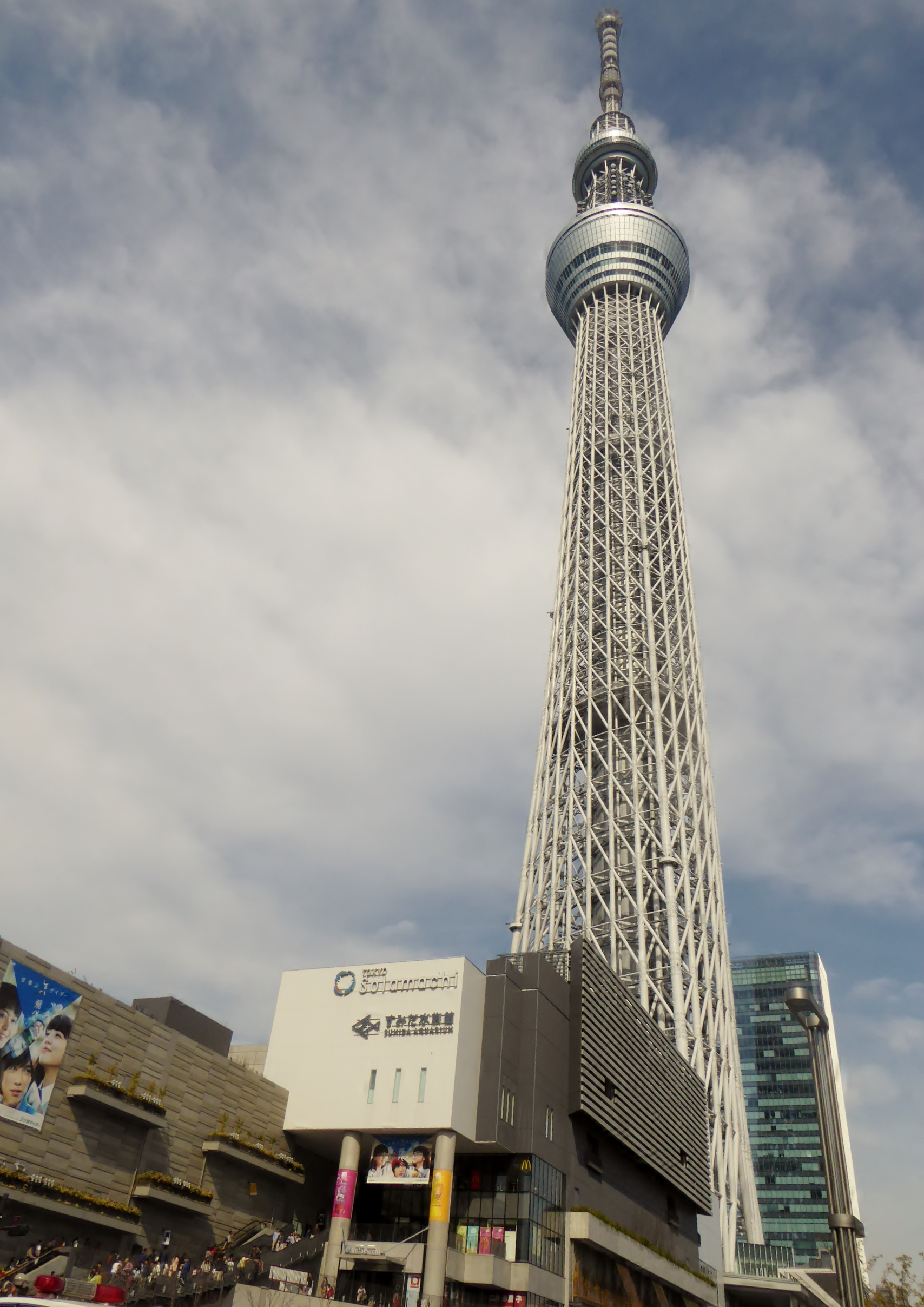
La Tokyo Sky Tree

Essendo il vecchio sistema MUSE non compatibile con i nuovi standard digitali, il Giappone sviluppò negli anni duemila per il digitale terrestre lo standard ISDB-T, successivamente adottato anche da altri paesi in Asia e in Sud America. I primi test di trasmissione tramite questo standard di nuova generazione iniziarono nel 2003 nelle aree metropolitane di Tokyo, Osaka e Nagoya. Nel 2006 venne lanciata la funzione 1seg, un servizio molto popolare che permetteva agli utenti di guardare la TV sul cellulare via digitale terrestre.
Dal 2010 al 2011 avvenne la transizione alla televisione digitale attraverso lo switch-off, ovvero lo spegnimento progressivo su base regionale della televisione analogica terrestre. La transizione si concluse nella maggior parte del Paese il 24 luglio 2011, ad eccezione delle prefetture di Iwate, Miyagi e Fukushima, il cui passaggio fu posticipato all'anno seguente a causa del terremoto del Tōhoku. La transizione non fu comunque esente da problematicità: i 333 m della Tokyo Tower risultarono infatti insufficienti per coprire adeguatamente l'area del Kantō con il segnale digitale terrestre. Per questo motivo venne costruita un'altra torre di 634 m di altezza, la Tokyo Sky Tree, inaugurata nel 2012 nell'area di Sumida.
La totale digitalizzazione della televisione in Giappone modificò radicalmente il modello di radiodiffusione tradizionale, portando le principali emittenti private, piattaforme satellitari e compagnie di telecomunicazioni a offrire i propri programmi tramite servizi a pagamento su Internet. Già nel 2008 la NHK aveva inaugurato il servizio a pagamento NHK On Demand per la visualizzazione on-line di programmi precedentemente trasmessi sulla TV terrestre. Nel gennaio 2014 la Nippon Television lanciò un servizio gratuito che consentiva agli spettatori di guardare i programmi on-line anche una settimana dopo la data di messa in onda originaria. La TBS seguì l'esempio con il lancio di un servizio simile nel mese di ottobre 2014. Nel 2015, per contrastare l'entrata nel mercato giapponese di Netflix e di Amazon Video, le principali emittenti commerciali con sede a Tokyo strinsero un accordo lanciando congiuntamente il sito gratuito TVer.
Nel settore della IPTV i maggiori provider giapponesi offrivano ai propri clienti la possibilità di usufruire dei servizi legati alla TV via Internet fin dai primi anni duemila, ma fu grazie al lancio del portale acTVila nel 2007 da parte di un consorzio formato da Sony, Panasonic, Sharp, Toshiba e Hitachi che il Giappone entrò prorompentemente nel mercato della TV via Internet.
La diffusione su larga scala di Internet ha portato alla formazione di un gap generazionale che vede i più anziani passare maggior tempo davanti a un televisore rispetto ai più giovani, i quali trascorrono più tempo online piuttosto che con qualsiasi altro tipo di media. Soprattutto tra gli adolescenti riscuotono grande successo servizi di video sharing o video on demand come Niconico, Yahoo! Douga e GyaO.
La televisione in Giappone rimane comunque il mezzo di comunicazione di massa più seguito (nel 2005 il 90% della popolazione giapponese vedeva la televisione ogni giorno per almeno tre ore e mezzo), davanti ai quotidiani (86%), ai cellulari (73%) e a Internet (27%).

## Struttura della televisione in Giappone

### Televisione terrestre
| NNN | 30 | NTV | YTV | CTV | Yomiuri  |
| JNN | 28 | TBS | MBS | CBC | Mainichi |
| FNN | 28 | CX  | KTV | THK | Sankei   |
| ANN | 26 | EX  | ABC | NBN | Asahi    |
| TXN | 6  | TX  | TVO | TVA | Nikkei   |

Il sistema televisivo giapponese è un sistema misto pubblico-privato. La NHK rappresenta il soggetto che gestisce il servizio pubblico radiotelevisivo e dipende da un consiglio di amministrazione indicato dal primo ministro con il consenso di entrambe le camere. Tutte le famiglie giapponesi che dispongono di almeno un televisore devono pagare una quota di canone annuale utilizzata per finanziare la NHK. La quota varia dai 15.000 ai 28.000 yen circa, a seconda del metodo e della tempistica di pagamento o se la persona sottoscrive un abbonamento per sola televisione terrestre o anche per le trasmissioni satellitari. La NHK gestisce due emittenti terrestri nazionali, NHK General TV e NHK Educational TV, il primo di carattere generalista e il secondo specializzato in programmi di natura educativa e culturale.
Il settore privato consiste di cinque network televisivi commerciali nazionali, ciascuno dei quali opera come cooperativa guidata da una stazione principale (キー局?, kī kyoku) con sede a Tokyo: Nippon Television per Nippon News Network, Tokyo Broadcasting System per Japan News Network, Fuji Television per Fuji News Network, TV Asahi per All-Nippon News Network e TV Tokyo per TX Network. Le stazioni principali producono la maggior parte dei programmi televisivi che poi vengono distribuiti a livello nazionale attraverso i network e trasmessi dalle varie emittenti locali affiliate.
Ciascuna delle emittenti locali è responsabile della fornitura del servizio nella propria prefettura, ad eccezione delle aree metropolitane di Tokyo, Osaka e Nagoya dove alle emittenti è consentito servire più di una prefettura alla volta. Le emittenti locali possono produrre anche dei propri programmi originali, che però vengono trasmessi solamente a livello locale. Le emittenti delle aree di Osaka e Nagoya sono dette sottostazioni principali (準キー局?, jun kī kyoku), in quanto anch'esse inviano saltuariamente i propri programmi alle stazioni principali di Tokyo o alle altre emittenti locali.
I network privati giapponesi sono affiliati ciascuno a uno dei maggiori quotidiani nazionali: Yomiuri Shinbun, Mainichi Shinbun, Sankei Shinbun, Asahi Shinbun e Nihon Keizai Shinbun. Questo inevitabilmente va a influire sulla programmazione delle emittenti, a seconda dell'ideologia politica dei quotidiani.
Un'altra decina di stazioni televisive, principalmente distribuite nelle zone limitrofe delle aree metropolitane di Tokyo e Osaka, fanno parte dell'Associazione giapponese delle emittenti televisive indipendenti (JAITS) e non sono dunque affiliate a nessuno dei cinque network principali.

### Televisione satellitare, via cavo e IPTV
La TV a pagamento in Giappone non gode di particolare popolarità se confrontata alla TV terrestre, a causa della forte presenza di quest'ultima e la sua capacità di offrire una vasta gamma di programmi senza la necessità di abbonamenti aggiuntivi.
La televisione satellitare è disponibile in due formati: BS e CS. Il primo utilizza satelliti per la trasmissione diretta e include sia canali free to air, gestiti dalla NHK o dalle principali emittenti commerciali, sia canali a pagamento, offerti da piattaforme multicanale come WOWOW. Il secondo si avvale invece delle normale rete satellitare per telecomunicazioni e include una vasta varietà di canali a pagamento disponibili previo abbonamento alla piattaforma SKY PerfectTV!.
La televisione via cavo fu introdotta in Giappone nel 1955 come semplice alternativa per le zone rurali non coperte dal segnale terrestre. Nelle aree urbane iniziò a diffondersi alla fine degli anni ottanta, a cominciare da Tokyo, dove la prima stazione televisiva via cavo iniziò a trasmettere nel 1987. Al 2012 le famiglie con accesso alla TV via cavo erano 28 milioni, di cui 8 milioni abbonate a una qualche piattaforma pay TV.
Tra le pay TV con il maggior numero di abbonati figurano l'operatore di TV via cavo J:Com (circa 4 milioni di abbonati nel 2019) e le piattaforme satellitari SKY Perfect TV! (3.482.326 nel 2016) e WOWOW (2.915.222 nel 2018). Hikari TV è invece il servizio IPTV più popolare in Giappone, con circa 3 milioni di abbonati nel 2017.

## Caratteristiche della televisione in Giappone

### Programmazione

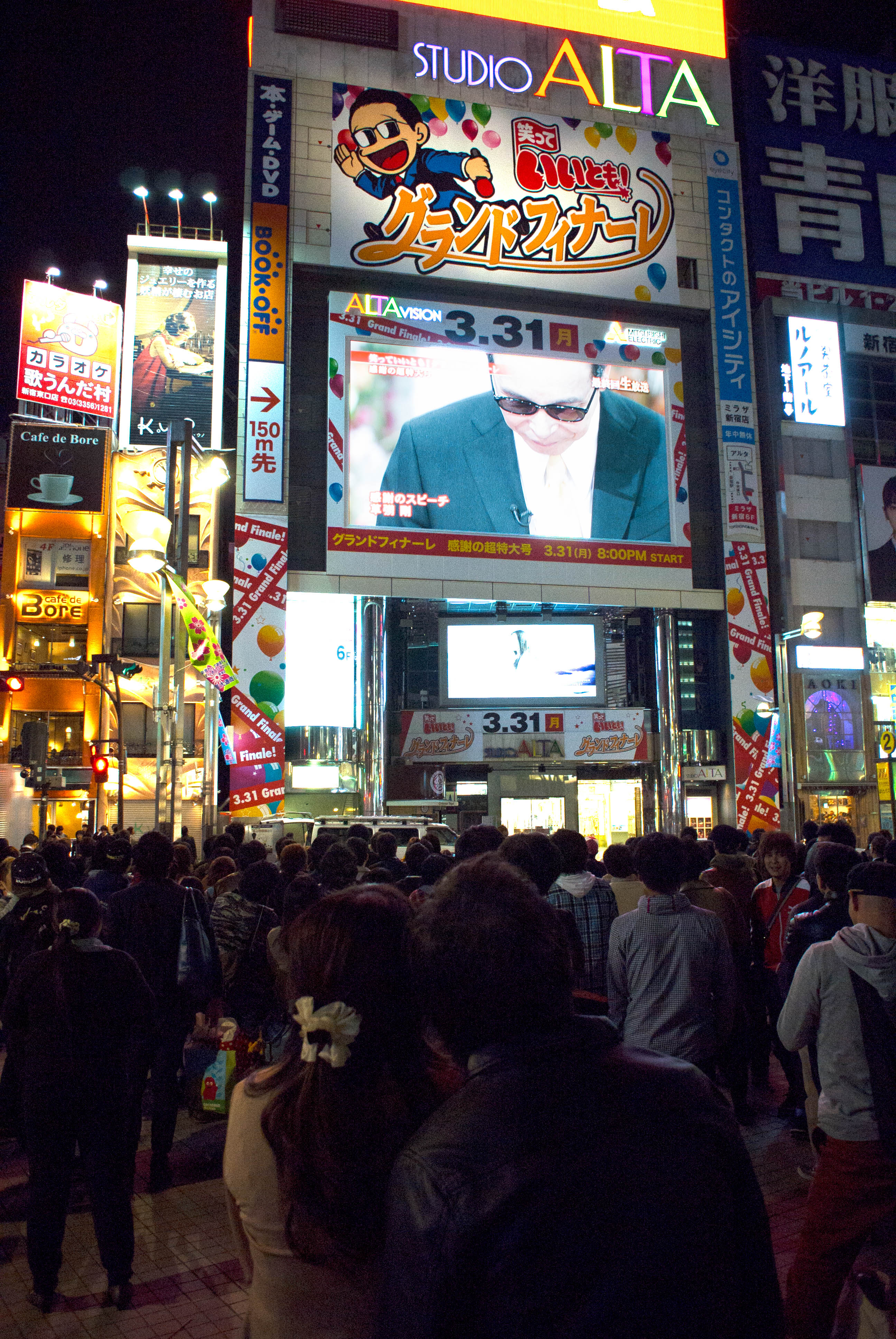
Folla di persone assiste alla diretta dell'ultima puntata di Waratte iitomo!, uno degli show più longevi della televisione giapponese

Benché i programmi varino da emittente a emittente, è possibile comunque fare delle generalizzazioni. Le prime ore del mattino sono dedicate solitamente ai programmi d'informazione, i cosiddetti wide show (ワイドショー?, waido shō), trasmissioni a metà tra talk show e rotocalco televisivo dove un gruppo di ospiti discute di una vasta gamma di argomenti d'attualità. In tarda mattinata e nelle prime ore del pomeriggio questi vengono sostituiti da programmi che hanno come target un pubblico prettamente femminile. A metà pomeriggio la maggior parte delle emittenti trasmette programmi d'informazione, notiziari e repliche di dorama, le fiction giapponesi; altre dedicano spazio a show per bambini e anime. La fascia oraria che va dalle sette alle nove o alle dieci di sera corrisponde al cosiddetto golden time (ゴールデンタイム?, gōruden taimu), il periodo in cui le emittenti trasmettono i loro programmi più popolari e che attira il maggior numero di telespettatori. Nella fascia oraria successiva vanno in onda dorama, film e programmi dedicati a un pubblico più maturo.
I dorama, gli anime e i programmi di varietà sono generalmente prodotti e trasmessi rispettando un determinato palinsesto e per questo suddivisi in kūru (クール? dal francese cours, "corso"), un periodo di tre mesi, analogo al concetto di "stagione" presente in altri paesi, durante il quale vengono trasmessi tredici episodi a cadenza settimanale. Dorama e anime godono di notevole popolarità anche al di fuori del Giappone: alcune emittenti come Fuji TV e TBS sono note per i dorama che esse producono, mentre TV Tokyo è solita dedicare gran parte della sua programmazione agli anime. Uno dei dorama di maggior successo della storia è Oshin, mentre Sazae-san è una delle serie animate giapponesi più longeve e seguite.

### Peculiarità degli show televisivi giapponesi
La maggior parte dei contenuti offerti dalla televisione giapponese viene presentata in forma di infotainment, a prescindere dal genere (varietà, talk show, quiz show, ecc.) e dai temi trattati. Gli show sono spesso strutturati in segmenti che coinvolgono un gruppo di celebrità (タレント?, tarento, dall'inglese talent, "talento") generalmente radunato in una parte dello studio  (雛壇?, hinadan), che discute del contenuto informativo interpretandolo in maniera leggera e divertente. Quest'ultimo viene solitamente presentato in forma di filmati preregistrati, mentre i tarento commentano, fanno domande o vengono esortati a esprimere un'opinione su quello che stanno vedendo. Durante i filmati una piccola finestra in un angolo dello schermo  (ワイプ?, waipu, dall'inglese wipe) mostra la reazione della celebrità in studio, fornendo un segnale visivo al pubblico su come interpretare emotivamente il contenuto; ciò contribuisce a creare un senso di empatia tra personaggio famoso e telespettatore. Per le emittenti è molto importante mantenere costante l'attenzione del pubblico, e a tale scopo i programmi sono soliti enfatizzare le parole e i commenti degli ospiti e dei presentatori attraverso l'uso frequente di sottotitoli, i quali cambiano dimensione, colore e aspetto a seconda del tono usato. Questa pratica, introdotta nei varietà a cavallo degli anni ottanta e novanta, ha lo scopo di rendere la trasmissione più divertente e facile da capire.
Tutte le emittenti devono rispettare la legge sulle trasmissioni radiotelevisive del 1950 e garantire una certa qualità dei programmi, benché alcune reti commerciali abbiano subito negli anni critiche per la volgarità dei loro show. I varietà, onnipresenti nei palinsesti e molto seguiti, sono soliti dare grande spazio ai tarento e soprattutto ai comici (お笑い芸人?, owarai geinin), i quali ricorrono sovente a un umorismo di genere slapstick, fatto di gag, brevi scenette, imitazioni (物真似?, monomane), giochi di parole (ダジャレ?, dajare), scherzi e candid camera (ドッキリ?, dokkiri); la satira, invece, è praticamente assente. I comici in Giappone lavorano generalmente in coppia (コンビ?, konbi), esibendosi nella tradizionale forma di commedia del manzai (漫才?), in cui un uomo retto e severo (突っ込み?, tsukkomi) fa il paio con un uomo buffo e divertente (ボケ?, boke). Alcuni di essi, come per esempio Hitoshi Matsumoto e Masatoshi Hamada dei Downtown o Takashi Okamura e Hiroshi Yabe dei Ninety-nine, grazie alla loro popolarità, hanno saputo rilanciare la propria carriera come conduttori di show televisivi e radiofonici o addirittura come cantanti; altri, come Takeshi Kitano, hanno intrapreso percorsi artistici differenti, con excursus nel mondo del cinema.
Gli show incentrati sul cibo sono molto diffusi e sono molti i programmi che presentano almeno una parte in cui dei tarento si recano in una località turistica, mangiano nei migliori ristoranti, visitano le migliori attrazioni del posto e si fermano a fare shopping per le vie della città. Secondo alcuni critici ciò è dovuto alla natura fortemente consumistica della televisione in Giappone.
I telegiornali e i programmi di informazione trattano in maniera abbastanza esaustiva gli sviluppi politici, economici e sociali del Paese e del resto del mondo, con la NHK che si impegna a fornire una copertura generalmente equilibrata degli avvenimenti. A differenza dei loro omologhi negli Stati Uniti, tuttavia, gli annunciatori giapponesi della NHK e delle altre emittenti commerciali di solito si limitano alla descrizione degli eventi senza offrire opinioni o analisi personali al riguardo.

### L'industria dello spettacolo in Giappone
Il mondo dello spettacolo giapponese (芸能界?, geinōkai) è fortemente incentrato sulla figura dei tarento, i quali ovviano la necessità della presenza in TV delle persone comuni, che essi stessi rappresentano. Nonostante i tanti generi presenti all'interno dei palinsesti delle emittenti, i reality con protagonista la gente comune sono poco diffusi, in quanto le stesse peculiarità che caratterizzano la TV della realtà possono essere trovate nella normale programmazione televisiva giapponese e nel suo starsystem.
Le agenzie di talenti giapponesi (事務所?, jimusho) rivestono un'importanza capitale all'interno del sistema mediatico nipponico, rappresentando e curando gli interessi dei propri assistiti oltre ad occuparsi, nel caso di idol e giovani cantanti enka, della fase di produzione, promozione e creazione da zero del personaggio mediatico associato all'artista. Tra le più importanti e influenti agenzie vi sono Johnny & Associates, Yoshimoto Kōgyō, Horipro, Watanabe Production, Tanabe Agency, Up Front Agency, Sun Music e Amuse. Anche le etichette discografiche Sony Music e Avex posseggono filiali o dipartimenti specializzati nella gestione e nella produzione dei propri affiliati.